# Miyoshi, Aichi

Miyoshi (みよし市 Miyoshi-shi?) este un municipiu din Japonia, prefectura Aichi.